# 朴金喆

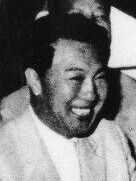
1961年访问中国期间的朴金喆

朴金喆（韓語：박금철，1911年7月1日—1968年3月），又名朴時星，日本名新井金喆，朝鮮政治人物，游擊隊派兼甲山派人。自朝鮮建國後得時任最高領導人金日成重用，後因權力過大而被處死。

## 經歷
朴金喆出生於咸鏡南道甲山郡，自1930年代起參與抗日運動。1936年建立光復祖國會，並和金日成與在中國東北的朝鮮人組成朝鮮人民革命軍抵抗日本對朝鮮半島的殖民統治。1937年，他曾因參與反日運動而被日方逮捕。1945年8月，二戰結束，朴金喆加入朝鮮政府和朝鮮勞動黨，此後，他得到器重，自1948年被委任為黨中央委員後，他又成為朝鮮人民軍總政治局副局長、中央管理部長和黨中央組織指導部長等要職。1956年8月，八月宗派事件發生後，朴金喆協助金日成清除朴憲永等國內派有功而被選為常任政治局員、黨書記、黨副委員長、最高人民會議常任委員會副委員長及黨組織指導部長。
1967年8月，朴金喆在中央委員會第4期第15次總會中被指宣扬封建思想，当时，被开除党籍。
|          | 共产主义者的命运原来就是这样吗？ 공산주의자의 운명은 결국 이것이었단 말인가! |
| ——朴金喆 |                                                                              |

有脱北者提到朴金喆被流放到矿井劳动，自杀身亡。